# João V Paleólogo
João V Paleólogo (em grego: Ιωάννης Ε' Παλαιολόγος; romaniz.: Iōannēs V Palaiologos) foi imperador bizantino. Era filho do imperador Andrónico III Paleólogo e de Ana de Saboia. Os seus avós maternos eram o conde Amadeu V de Saboia e a sua segunda mulher Maria de Brabante. Sucedeu ao seu pai como imperador de Bizâncio em 1341, com nove anos de idade.

## Vida
João VI Cantacuzeno, amigo do seu pai, foi regente em seu nome e coimperador (1347–1354), depois de ter travado uma guerra civil (1341–1347) contra a regência de Ana de Saboia. Obrigado a combater contra João Cantacuzeno, que lhe usurpara o trono durante a menoridade, João V tornou-se no único imperador em 1354 após novo conflito (1352-1357).
O seu longo reinado ficou marcado pela dissolução gradual do poder imperial. Os turcos otomanos, comandados por Solimão Paxá, filho de Orcano I, sultão otomano, conquistaram Adrianópolis (atual, Edirne) e Filipópolis (atual Plovdiv), e para mais passou a exigir o pagamento de tributo por parte do imperador. Depois de os Otomanos terem conquistado Galípoli e ameaçado Constantinopla, João V apelou ao Ocidente por auxílio, oferecendo o fim do Grande Cisma entre a Ortodoxia e o Catolicismo, submetendo-se à primazia do papa. Empobrecido pela guerra, foi detido por dívidas quando se encontrava em Veneza em 1369.
Em 1371 reconheceu a suserania do sultão otomano Murade I, o qual viria mais tarde a ajudá-lo a recuperar o seu trono (1379) depois de João V ter sido deposto e enviado à Prisão de Anemas pelo seu filho Andrónico IV em 1376. Em 1390, o seu neto João VII Paleólogo usurpou o trono imperial durante cinco meses, mas foi, também ele, derrubado. A João V sucedeu o seu filho Manuel II, e o seu filho mais novo Teodoro tornou-se Teodoro I Paleólogo do Despotado da Moreia em 1383.
No final do seu reinado, em 1390, João ordenou o reforço da Porta Dourada das muralhas de Constantinopla, utilizando nas obras mármore das igrejas em ruínas de Constantinopla. Com a conclusão da obra, Bajazeto I, ameaçando-o com guerra, exigiu que João desfizesse a construção. João V obedeceu às ordens do sultão, mas diz-se que ficou de tal modo afectado com esta humilhação que morreu de choque a 16 de fevereiro de 1391.

## Família
Casou-se com Helena Cantacuzena, filha de João VI Cantacuzeno, e tiveram pelo menos nove filhos. Através deles, João se tornou ancestral dos últimos seis imperadores bizantinos e de muitos membros-chave dos paleólogos durante os últimos anos do Império Bizantino. Uma das bisnetas dele, Sofia Paleóloga, se casou com Ivan III da Rússia e se tornou a avó do famoso czar russo Ivan, o Terrível. A lista abaixo, não exaustiva, destaca alguns de seus principais descendentes:
- Andrônico IV Paleólogo (2 de abril de 1348 – 28 de junho de 1385).[1]
  - A. João VII Paleólogo (1370 – 22 de setembro de 1408), teve 1 filho.[1]
    - I. Andrônico V Paleólogo (c. 1400 – c. 1407), morreu sem descendentes.
- Irene Paleóloga (c. 1349 – após 1362). Casada com o primo Calil da Bitínia. Seu marido era filho de Orcano I e da irmã de Helena, Teodora Cantacuzena.
- Manuel II Paleólogo (27 de junho de 1350 – 21 de julho de 1425). Entre outros filhos, teve:
  - A. João VIII Paleólogo (18 de dezembro de 1392 – 31 de outubro de 1448), morreu sem descendentes.
  - B. Andrônico Paleólogo (1404 – 4 de março de 1428), teve 1 filho.
  - C. Teodoro II Paleólogo (c. 1396 – 21 de junho de 1448), teve 2 filhos.
    - I. Helena Paleóloga, rainha de Chipre (3 de fevereiro de 1428 – 11 de abril de 1458), teve 2 filhos.

  - D. Constantino XI Paleólogo (8 de fevereiro de 1404 – 29 de maio de 1453), morreu sem descendentes.
  - E. Demétrio Paleólogo, déspota da Moreia (27 de junho de 1350 – 21 de julho de 1425), teve 1 filho.
  - F. Tomás Paleólogo, déspota da Moreia (1409 – 12 de maio de 1465), teve 4 filhos.
    - I. Helena Paleóloga, déspota da Sérvia (1431 – 7 de novembro de 1473), teve 3 filhos.
      - a. Maria da Sérvia (1447–1498), teve diversos filhos.

    - II. André Paleólogo (1453–1502), provavelmente teve 2 filhos.
    - III. Manuel Paleólogo (1455–1512), teve 2 filhos.
    - IV. Zoé (renomeada para "Sofia") Paleóloga (c. 1455 – 7 de abril de 1503), teve 8 filhos.
      - a. Helena Ivanovna, rainha da Polônia (19 de maio de 1476 – 20 de janeiro de 1513), morreu sem descendentes.
      - b. Basílio III, Tsar da Rússia (25 de março de 1479 – 3 de dezembro de 1533), teve 2 filhos.
        - i. Ivã IV, "o Terrível", Tsar da Rússia (25 de agosto de 1530 – 28 de março de 1584), teve 8 filhos.

      - c. Yury Ivanovich, príncipe de Dmitrovskoe (23 de março de 1480 – 3 de agosto de 1536), morreu sem descendentes.
      - g. Andrei de Staritsa (5 de agosto de 1490 – 11 de dezembro de 1537), teve 1 filho.
- Teodoro I Paleólogo de Moreia (ca. 1355 – 24 de junho de 1407).
- Miguel Paleólogo (m. 1376/1377). Reivindicou o trono do Império de Trebizonda de  Aleixo III. Foi assassinado durante a campanha militar que se seguiu.
- Maria Paleóloga (m. 1376). Noiva de Murade I, mas morreu antes do casamento.
- Uma filha noiva de Pedro II de Chipre.
- Uma de duas filhas não nomeadas cujos relatos afirmam ter entrado para o mosteiro em 1373.
- Segunda de duas filhas não nomeadas cujos relatos afirmam ter entrado para o mosteiro em 1373.